# Filly Funtasia
Filly Funtasia es una serie de televisión animada creada por Jacob y Henrik Andersen para Dracco. La serie sigue a la potra Rose y sus amigas mientras asisten a una academia mágica en el reino real de Funtasia. Se basa en la franquicia de juguetes Filly. La serie fue producida originalmente por Dracoo Brands, BRB Internacional, Screen 21 y Black Dragon, pero las últimas tres compañías dejaron de producir la serie alrededor de 2016. Guangzhou Huamai Animation Studios y B-Water Animation Studios se unieron a la producción mucho más tarde y lograron completar lo que dejaron los otros estudios.
Después de cinco años de infierno de desarrollo a partir de 2014, cuando se suponía que originalmente se estrenaría Filly Funtasia, la serie finalmente se estrenó el 11 de marzo de 2019 en Frisbee en Italia. La serie también se estrenó el 28 de noviembre de 2019 en iQiyi en China. El programa se renovó para una segunda temporada que se lanzó en iQiyi el 25 de diciembre de 2020.
En Venezuela, la serie se estrenó con doblaje al español latino en La Tele Tuya el 15 de febrero de 2021.

## Sinopsis
Filly Funtasia trata sobre las aventuras de Rose, una potranca unicornio que asiste a la Royal Magic Academy en el reino de Funtasia. Sus mejores amigos: Bella, una potra elfa, Lynn, una potra bruja, Will, una potra de hadas, y Cedric, un príncipe, la acompañan mientras van a la escuela extraordinaria para mejorar sus habilidades mágicas, ya sea mezclando pociones impredecibles o lanzando hechizos. Rose también tiene que lidiar con la vida cotidiana de la escuela adolescente mientras aprende sobre el mundo mágico que la rodea.
Dentro del sótano de la academia vive Wranglum, una criatura maga malvada con forma de árbol que está atrapada dentro de un "espejo oscuro" o una prisión de cristal. Battiwigs, un murciélago que es la mascota del dormitorio de Will y Cedric, trabaja en secreto para Wranglum como su torpe secuaz y lleva a su maestro. Wranglum y Battiwigs trazan varios esquemas para tratar de robar los cristales de la academia que puedan para que puedan usar su magia para gobernar Funtasia.
El concepto de magia en Funtasia se usa comúnmente a través de sus espejos levitantes que pueden manejar tanto estudiantes como no estudiantes. Los espejos poseen muchas habilidades, como aparecer y desaparecer por orden, levantar objetos, comunicarse a largas distancias y enviar rayos al aire.

## Personajes

### Principales
- Rose: La protagonista principal y una joven unicornia rosa y blanca que trata de ser buena en todo lo que hace.
- Bella:
- Lynn:
- Will:
- Cedric:

### Secundarios
- Wranglum:
- Battiwigs:
- Señora Sparkle:

## Episodios

### Temporada 1 (2019)
| N.º | Título                                                 | Dirigido por            | Escrito por | Estreno original    | Estreno en Latinoamérica |
| --- | ------------------------------------------------------ | ----------------------- | ----------- | ------------------- | ------------------------ |
| 1 | «The Cupcake Mystery» «El misterio de los pastelillos» | Jacob y Henrik Andersen | —           | 11 de marzo de 2019 | 15 de febrero de 2021    |
| Cuando Bella arruina accidentalmente los pastelitos que prometió mantener a salvo para Will y los maestros, Rose la cubre mintiendo diciendo que fueron robados. |                                                        |                         |             |                     |                          |
| 2 | «The Blue Rainbow» «El arcoíris azul»                  | Jacob y Henrik Andersen | —           | 12 de marzo de 2019 | 16 de febrero de 2021    |
| 3 | «Wranglum in Disguise» «El disfraz de Wranglum»        | Jacob y Henrik Andersen | —           | 13 de marzo de 2019 | 17 de febrero de 2021    |
| 4 | «Alone at Last» «Al fin sola»                          | Jacob y Henrik Andersen | —           | 14 de marzo de 2019 | 18 de febrero de 2021    |
| 5 | «The Evil Garden» «El jardín del mal»                  | Jacob y Henrik Andersen | —           | 15 de marzo de 2019 | 19 de febrero de 2021    |
| 6 | «Dream of Doom»                                        | Jacob y Henrik Andersen | —           | 18 de marzo de 2019 | 22 de febrero de 2021    |
| 7 | «Bijou on the Loose»                                   | Jacob y Henrik Andersen | —           | 19 de marzo de 2019 | 23 de febrero de 2021    |
| 8 | «The Magical Maze»                                     | Jacob y Henrik Andersen | —           | 20 de marzo de 2019 | 24 de febrero de 2021    |
| 9 | «Teacher for a Day»                                    | Jacob y Henrik Andersen | —           | 21 de marzo de 2019 | 25 de febrero de 2021    |
| 10 | «Hide and Seek»                                        | Jacob y Henrik Andersen | —           | 22 de marzo de 2019 | 26 de febrero de 2021    |
| 11 | «The Lost Mermaid»                                     | Jacob y Henrik Andersen | —           | 25 de marzo de 2019 | 1 de marzo de 2021       |
| 12 | «The Star Crystal»                                     | Jacob y Henrik Andersen | —           | 26 de marzo de 2019 | 2 de marzo de 2021       |
| 13 | «Farina, the Fire Dragon»                              | Jacob y Henrik Andersen | —           | 27 de marzo de 2019 | 3 de marzo de 2021       |

## Emisión
La serie se planeó originalmente para estrenarse en Clan en España y Vme TV en los Estados Unidos (con un doblaje latinoamericano), pero esto no sucedió.

## Doblaje
| Personaje           | Actor de voz doblaje (España) | Actor de doblaje (Hispanoamérica) |
| ------------------- | ----------------------------- | --------------------------------- |
| Rose                | —                             | Annelia Hernández                 |
| Bella               | —                             | Adara Ortega                      |
| Lynn                | —                             | María Fernanda González           |
| Will                | —                             | Douglas Marquina                  |
| Cedric              | —                             | Charlierick Jhonnson              |
| Wranglum            | —                             | Will Cuevas                       |
| Battiwigs           | —                             | Heysemberd de la Rosa             |
| Señorita Sparkle    | —                             | Dubraska Olivero                  |
| Zack                | —                             | Robert Vera                       |
| Fabian              | —                             | Santiago Leal                     |
| Estudio de doblaje  | —                             | Estudios Backstage Latinoamerica  |
| Director de doblaje | —                             | Víctor Morón                      |

## Recepción

### Premios
| Año  | Premio                     | Categoría       | Resultado | Ref.  |
| ---- | -------------------------- | --------------- | --------- | ----- |
| 2018 | Asia-Pacific Film Festival | Mejor animación | Nominado  | [ 7 ] |